# Reacția biuretului

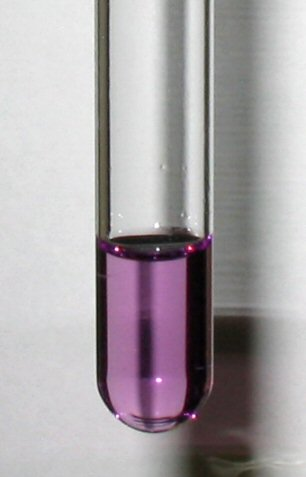
Colorația observată pentru reacția pozitivă

Reacția biuretului (de asemenea denumită și reacția Piotrowski) este o reacție chimică folosită pentru identificarea peptidelor (cu excepția dipeptidelor) și proteinelor, prin prezența legăturilor peptidice. În prezența peptidelor și în mediu alcalin, ionul de cupru divalent formează complecși coordinativi colorați în violet.